# National Board of Review Awards 2009
81st NBR Awards

12 de janeiro de 2010

Melhor Filme:
Up in the Air
O 81º Prêmio do National Board of Review, que homenageia os melhores filmes de 2009, foi concedido em 12 de janeiro de 2010.

## Top 10: Melhores Filmes do Ano
A NBR nomeia o melhor filme e lista os dez segundos classificados restantes em ordem alfabética.
- Up in the Air
- (500) Days of Summer
- An Education
- The Hurt Locker
- Inglourious Basterds
- Invictus
- The Messenger
- A Serious Man
- Star Trek
- Up
- Where the Wild Things Are

## Melhores Filmes Estrangeiros do Ano
- La nana
- Revanche
- The Song of Sparrows
- Three Monkeys
- The White Ribbon

## Melhores Documentários do Ano
- Burma VJ: Reporting From A Closed Country
- Crude
- Food, Inc.
- Good Hair
- The Most Dangerous Man in America: Daniel Ellsberg and the Pentagon Papers

## Top 10: Melhores Filmes Independentes do Ano
(em ordem alfabética)
- Amreeka
- District 9
- Goodbye Solo
- Humpday
- In the Loop
- Julia
- Me and Orson Welles
- Moon
- Sugar
- Two Lovers

## Vencedores
- Melhor Filme:
  - Up in the Air
- Melhor Filme Estrangeiro:
  - Un prophète, França
- Melhor Filme de Animação:
  - Up
- Melhor Documentário:
  - The Cove
- Melhor Ator (empate):
  - Morgan Freeman - Invictus
  - George Clooney - Up in the Air
- Melhor Atriz:
  - Carey Mulligan - An Education
- Melhor Ator Coadjuvante:
  - Woody Harrelson - The Messenger
- Melhor Atriz Coadjuvante:
  - Anna Kendrick - Up in the Air
- Melhor Revelação Masculina:
  - Jeremy Renner - The Hurt Locker
- Melhor Relevação Feminina:
  - Gabourey Sidibe - Precious
- Melhor Elenco:
  - It's Complicated
- Melhor Diretor:
  - Clint Eastwood - Invictus
- Melhor Diretor Estreante (empate):
  - Duncan Jones - Moon
  - Oren Moverman - The Messenger
  - Marc Webb - (500) Days of Summer
- Melhor Roteiro Adaptado:
  - Up in the Air - Jason Reitman e Sheldon Turner
- Melhor Roteiro Original:
  - A Serious Man - Joel e Ethan Coen
- NBR Liberdade de Expressão (empate):
  - Burma VJ: Reporting From A Closed Country
  - Invictus
  - The Most Dangerous Man in America: Daniel Ellsberg and the Pentagon Papers
- Prêmio Conquista Especial em Cinema:
  - Wes Anderson - Fantastic Mr. Fox
- Prêmio William K. Everson de História do Cinema:
  - Jean Picker Firstenberg